# دانشکده شیمی دانشگاه صنعتی شریف
دانشکده شیمی دانشگاه صنعتی شریف، یکی از دانشکده‌های دانشگاه صنعتی شریف است و در ضلع شمال غربی آن واقع شده است  و به آموزش دانشجو در گرایش‌های مختلف شیمی در مقاطع کارشناسی، کارشناسی ارشد و دکتری می‌پردازد.
در حال حاضر حدود ۲۶۰ دانشجو در مقطع کارشناسی، ۸۳ نفر در کارشناسی ارشد و ۵۲ دانشجو در مقطع دکتری در این دانشکده به تحصیل مشغولند.

## تاریخچه
این دانشکده، پذیرش دانشجو را از سال ۱۳۴۸ آغاز کرد.

## اساتید کنونی
- علی پورجوادی

محمد محمودی هاشمی
فیروز مطلوبی مقدم
فریدون گبل
افشین شفیعی
غلامی
شهربانو رحمان ستایش
مجتبی باقرزاده (معاون آموزشی)
محسن تفضلی
سیروس جمالی 
بهرام قنبری
رضا کیا
داور محمدی بقاعی
سعید شاهرخیان دهکردی (رئیس دانشکده)
محمدرضا هرمزی نژاد
حبیب باقری
علیرضا فتاحی
حمید رضا کلهر
هادی پرستار شهری
علی محمد نسیمی
زهرا جمشیدی (معاون دانشجویی)